# Brachyneurina pleimorpha
Brachyneurina pleimorpha är en tvåvingeart som beskrevs av Boris Mamaev 1998. Brachyneurina pleimorpha ingår i släktet Brachyneurina och familjen gallmyggor. Inga underarter finns listade i Catalogue of Life.